# Evangelische Kirche Hranice

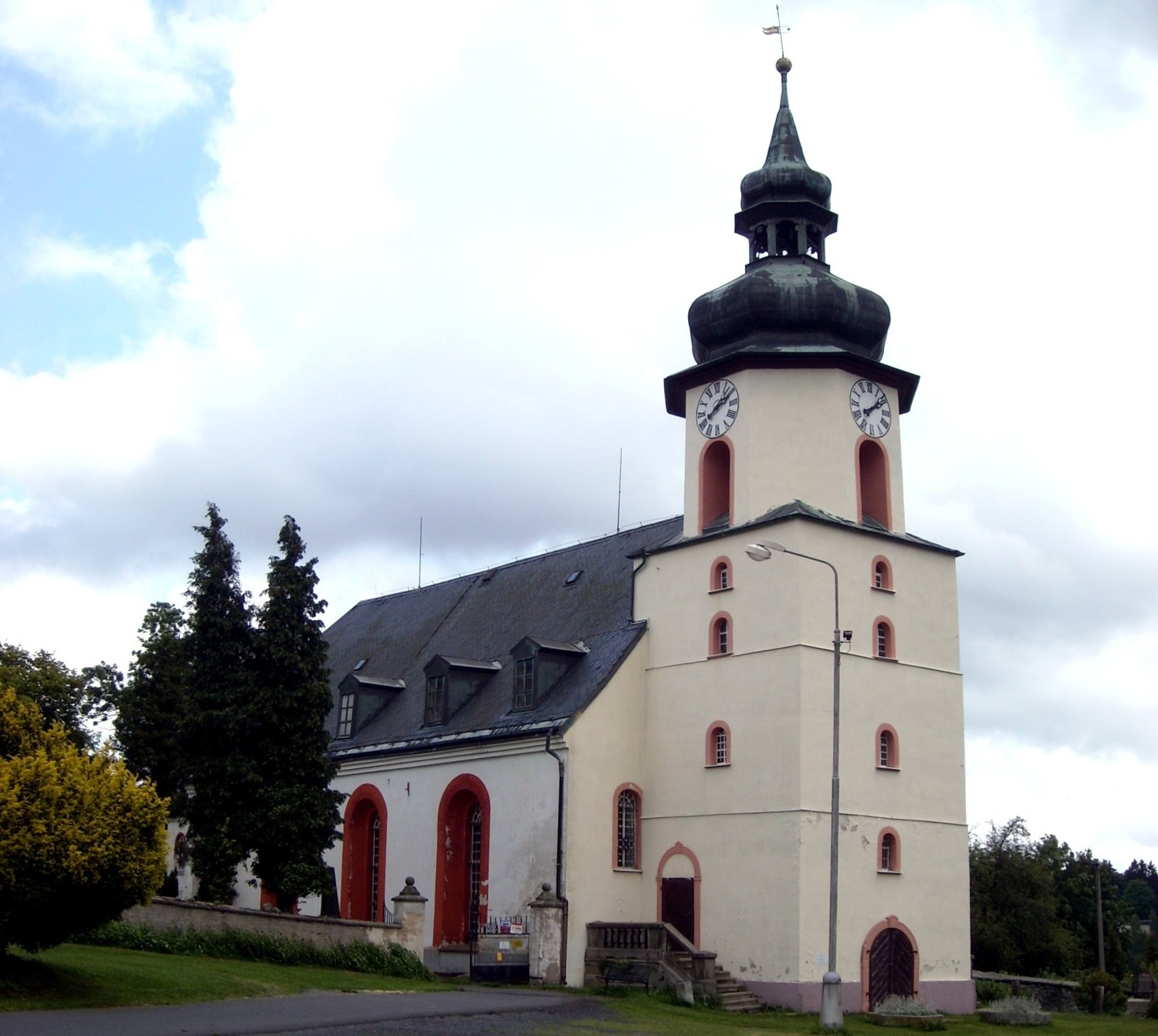
Evangelische Kirche in Hranice

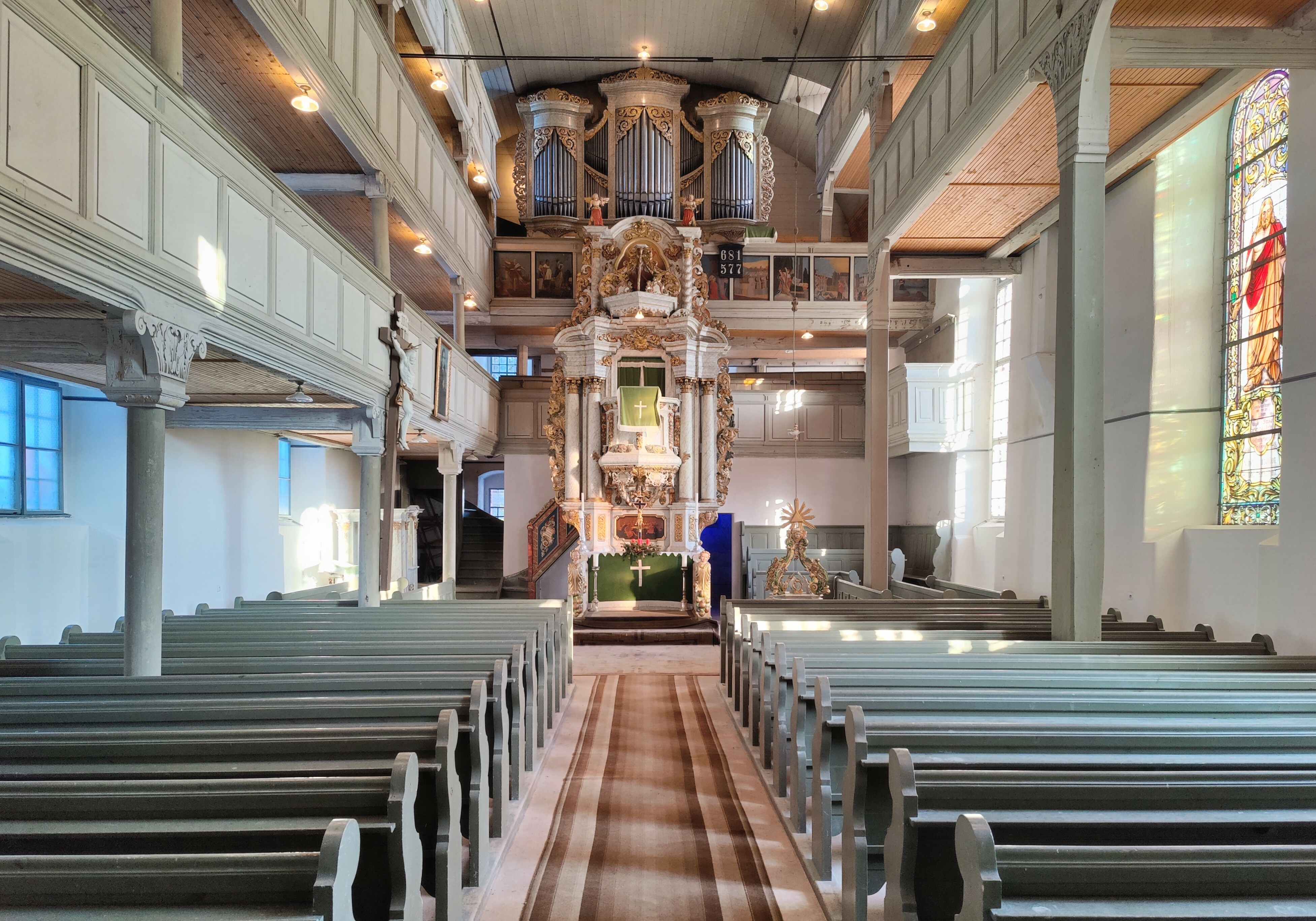
Innenansicht (2023)

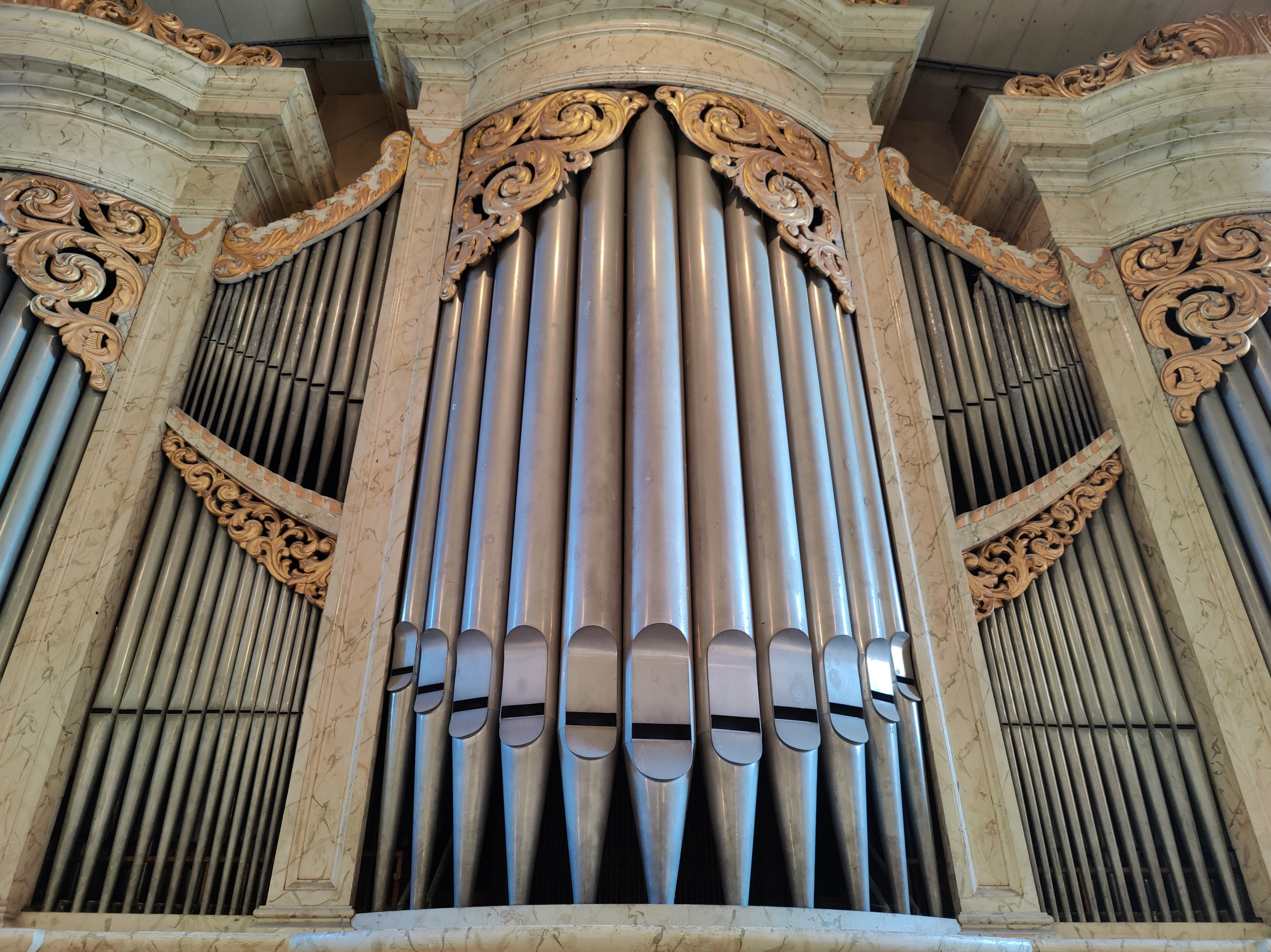
Orgelprospekt

Die Evangelische Kirche in Hranice (deutsch Roßbach), einer Kleinstadt im böhmischen Vogtland im Bezirk Eger in der Karlsbader Region, wurde 1682 errichtet und 1719 umgebaut. Die Kirche, an die sich der Friedhof anschließt, ist ein geschütztes Kulturdenkmal. Sie gehört zur Kirchengemeinde Aš in der Evangelischen Kirche der Böhmischen Brüder.

## Beschreibung
Von der Vorgängerkirche, die ursprünglich dem heiligen Martin geweiht war, ist der rechteckige, fünfgeschossige Unterbau des Turmes erhalten. Der spätere Aufbau wird von einer Zwiebelhaube mit Laterne abgeschlossen. 
Der barocke Saalbau mit vier Achsen besitzt umlaufende mehrgeschossige Emporen, auf der nördlichen und westlichen Seite drei-, im Süden zweigeschossig. Im Osten befindet sich der prächtig geschmückte Kanzelaltar, hinter dem die Orgelempore angebracht ist. Die Bleiglasfenster wurden um 1900 eingebaut.

## Orgel
Die wertvolle, unverändert erhaltene Orgel ist das Opus 1 des sächsischen Orgelbauers Carl Eduard Schubert von 1860, das er zeituntypisch im Stile seines Vorbilds Gottfried Silbermann konzipierte. Das Werk besitzt 30 Register auf zwei Manualen und Pedal. Auch die Prospektpfeifen haben sich erhalten. Das Instrument erklingt auch im Rahmen regelmäßiger Orgelkonzerte. 